# Francesco Villa
Francesco Villa (Castelnuovo Rangone, 5 de febrero de 1933 - Modena, 19 de febrero de 2020) fue un constructor y piloto italiano de motociclismo, que participó en el Campeonato del Mundo de Motociclismo desde 1958 hasta 1970.

## Biografía
Segundo de los hermanos de una familia de agricultores residentes en la localidad de Cavidole, Francesco comenzó a trabajar en 1955 con Ducati en Bolonia en calidad de mecánico dentro del departamento de carreras dirigido por Fabio Taglioni, pero ya el año anterior también había participado en algunas carreras motociclísticas de MI-VAL con buenos resultados, haciendo su debut en la carrera en ascenso Maranello-Serramazzoni, donde terminó segundo en la categoría de 125.
En breve tiempo, pasó a un rol de piloto oficial de Ducati, en la categoría de 100 cc, participando en el Milano-Taranto de 1955, clasificándose segundo en esta categoría. Ese año y en 1956, se proclamó campeón de dos títulos nacionales junior. El primero en la categoría de 100 cc y el segundo en 125, con tres motos diferentesː la MV Agusta 125 Bialbero, la Ducati 125 Monoalbero y la Mondial 125 Bialbero. En 1957 dio el salto al equipo FB Mondial, obteniendo diferentes éxitos. A finales de ese año, la casa misma, junto con Gilera y Moto Guzzi firmaron el acuerdo de abstención y Villa regresó a Ducati.
En 1958, hace su primera aparición en el Campeonato del Mundo de Motociclismo con una gran podio en el Gran Premio de las Naciones de 125 cc con una bicilindrica experimental, además de obtener otros éxitos nacionales. También en 1959 vuelve a aparecer en la general del Mundial gracias al cuarto puesto en el Gran Premio de Alemania.
En 1960 fue elegido por Ducati para hacer un viaje a los Estados Unidos cuando el importador estadounidense decidió retirar todas las Ducati Elite vendidas por un defecto en el embrague. Estuvo casi casualmente involucrado en varias carreras en los Estados Unidos y, gracias a los resultados obtenidos, ayudó a difundir la imagen de Ducati en suelo estadounidense. De vuelta en Italia, emparejado con Balboni, consigue la victoria en la carrera de resistencia de las 24 Horas de Montjuïc (éxito que reeditará unos años más tarde con Montesa). El año 1961 significó el retorno de Villa con la escudería Mondial, y con la antigua 125 Bialbero conquista el Campeonato Italiano de Velocidad de 125, que reedita en 1962 y 1963. En 1964, pilotó el debut de la primera Mondial dotada con un bicilíndrico de dos tiempos con ocasión del Gran Premio de las Naciones.
En  1965, Francesco conquista otro título nacional con la Mondial de dos tiempos de su construcción, e inmediatamente bosqueja una versión actualizada, con un motor más delgado y liviano, que sin embargo no es respaldado por los directivos de Mondial, que no ven necesario el nuevo motor. Este boceto, llamado "Snipe", será usado en el G.P. de Vallelunga como piloto privado por el hermano de Francesco, Walter, después de obtener permiso de MV Agusta para participar con su equipo oficial ese año. La carrera, la última carrera válida para el Campeonato italiano, terminó con la victoria de Walter.
Con Beccaccino, Francesco participó en algunas pruebas menores hasta febrero de 1966, cuando en una carrera en el circuito de Alicante en España, terminó segundo detrás de Ralph Bryans y fue alabado por algunos directivos de Montesa presentes en la carrera. Así comenzó su colaboración con el fabricante de motocicletas español para la construcción de una 125 cc con motor de un solo cilindro de dos tiempos al frente y una de 250 cc de dos tiempos con dos cilindros emparejados al frente, ambas con un sistema de enfriamiento de mezcla de aire y agua. Estas creaciones serán utilizadas por los hermanos Villa y por otros pilotos en varias competiciones de aquellos años para conquistar importantes triunfos.
Francesco ganará en Madrid y en Jerez de la Frontera, mientras que Walter ganará en 1967 el Campeonato Italiano Senior de 125 cc. El año 1968 marcó el final del acuerdo con Montesa (del cual mantuvo el papel de importador para Italia) y el inicio de su propia actividad como constructor con la fundación de Moto Villa; Francesco, ayudado por Walter, construye una motocicleta monocilíndrica de 125 cc con motor de válvula vertical giratoria y refrigeración por agua, llamado PR y con una potencia de aproximadamente 30 caballos a 11.500 revoluciones por minuto.
1969 será un año muy importante para el recién formado equipo Moto Villa, que ganará el Campeonato italiano de 125 cc, mientras que Francesco terminó tercero en el Campeonato italiano de 50 cc (gracias también a la victoria del GP de Módena en una Honda, y a la tercera posición en Riccione, pilotando una Suzuki) y Walter cuarto en el Campeonato Italiano Senior de 125 cc. La temporada de 1972, con la participación únicamente en el GP de Módena, marca el retiro de Francesco Villa de las competiciones.
Su ocupación principal se extendió a la construcción de motocicletas para cross y enduro, ya que la sucesión de cambios continuos en las regulaciones de los campeonatos de velocidad se volvieron insostenibles para un fabricante artesanal como Moto Villa. Francesco también colaboró con la Oral Engineering de Mauro Forghieri y fue ingeniero en Lamborghini en la construcción de los motores de 12 cilindros para la Fórmula 1.

## Resultados en el Campeonato del Mundo
Sistema de puntuación desde 1950 hasta 1968:
| Posición | 1.º | 2.º | 3.º | 4.º | 5.º | 6.º |
| Puntos   | 8   | 6   | 4   | 3   | 2   | 1   |

Sistema de puntuación desde 1969 hasta 1987:
| Posición | 1.º | 2.º | 3.º | 4.º | 5.º | 6.º | 7.º | 8.º | 9.º | 10.º |
| Puntos   | 15  | 12  | 10  | 8   | 6   | 5   | 4   | 3   | 2   | 1    |

### Carreras por año
(Carreras en Negrita indica pole position, Carreras en cursiva indica vuelta rápida)
| Año  | Clase | Moto       | 1      | 2       | 3       | 4     | 5     | 6     | 7       | 8       | 9     | 10      | 11     | 12      | 13    | Pts. | Pos. |
| ---- | ----- | ---------- | ------ | ------- | ------- | ----- | ----- | ----- | ------- | ------- | ----- | ------- | ------ | ------- | ----- | ---- | ---- |
| 1958 | 125cc | Ducati     | IOM -  | NED -   | BEL -   | GER - | SWE - | ULS - | NAT 3   |         |       |         |        |         |       | 4    | 10.º |
| 1959 | 125cc | Ducati     |        | IOM Ret | GER 4   | NED - | BEL - | SWE - | ULS -   | NAT -   |       |         |        |         |       | 3    | 12.º |
| 1960 | 125cc | Ducati     | FRA -  | IOM -   | NED -   | BEL - | GER - | ULS - | NAT Ret |         |       |         |        |         |       | 0    | -    |
| 1962 | 50cc  | Mondial    | ESP 12 | FRA -   | IOM -   | NED - | BEL - | ULS - | RDA -   | NAT -   | FIN - | ARG -   |        |         |       | 0    | -    |
| 1962 | 125cc | Mondial    | ESP 6  | FRA -   | IOM -   | NED - | BEL - | ULS - | RDA -   | NAT DNS | FIN - | ARG -   |        |         |       | 1    | 24.º |
| 1963 | 125cc | Mondial    | ESP -  | GER 9   | FRA -   | IOM - | NED - | BEL 7 | ULS -   | RDA -   | FIN - | NAT DNS | ARG -  | JAP -   |       | 0    | -    |
| 1964 | 125cc | Mondial    | USA -  | ESP -   | FRA -   | IOM - | NED - |       | GER -   | RDA -   | ULS - | FIN -   | NAT 11 | JPN -   |       | 0    | -    |
| 1966 | 125cc | Montesa    | ESP 5  | GER -   |         | NED - |       | RDA - | CZE -   | FIN -   | ULS - | IOM -   | NAT -  | JPN -   |       | 2    | 14.º |
| 1967 | 125cc | Montesa    | ESP 5  | GER -   | FRA -   | IOM - | NED - |       | RDA -   | CZE -   | FIN - | ULS -   | NAT -  | CAN -   | JPN - | 2    | 21.º |
| 1967 | 250cc | Montesa    | ESP -  | GER Ret | FRA -   | IOM - | NED - |       | RDA -   | CZE -   | FIN - | ULS -   | NAT -  | CAN -   |       | 0    | -    |
| 1968 | 125cc | Moto Villa | GER -  | ESP -   | IOM -   | NED - |       | RDA - | CZE -   | FIN -   | ULS - | NAT 7   |        |         |       | 0    | -    |
| 1968 | 250cc | Bultaco    | GER -  | ESP -   | IOM -   | NED - | BEL - | RDA - | CZE -   | FIN -   | ULS - | NAT Ret |        |         |       | 0    | -    |
| 1969 | 125cc | Moto Villa | ESP -  | GER -   | FRA Ret | IOM - | NED - | BEL - | RDA -   | CZE -   | FIN - |         | NAT 3  | YUG -   |       | 10   | 19.º |
| 1970 | 125cc | Moto Villa | GER -  | FRA -   | YUG -   | IOM - | NED - | BEL - | RDA -   | CZE -   | FIN - |         | NAT -  | ESP Ret |       | 0    | -    |
| 1970 | 250cc | Yamaha     | GER -  | FRA -   | YUG -   | IOM - | NED - | BEL - | RDA -   | CZE -   | FIN - | ULS -   | NAT -  | ESP 12  |       | 0    | -    |